# روان تيليس
روان تيليس هو لاعب كرة قدم برازيلي في مركز الهجوم، ولد في 23 أكتوبر 1997 في البرازيل. لعب مع نادي ماريتيمو.

## وصلات خارجية
- روان تيليس على موقع قاعدة بيانات كرة القدم.إي يو (الإنجليزية)
- روان تيليس على موقع Soccerway.com (الإنجليزية)